# Yves Boissier
Yves Boissier (Montélimar, 27 de enero de 1944) es un deportista francés que compitió en esgrima, especialista en la modalidad de espada. Ganó tres medallas en el Campeonato Mundial de Esgrima entre los años 1965 y 1967.

## Palmarés internacional
| Campeonato Mundial | Campeonato Mundial | Campeonato Mundial | Campeonato Mundial |
| Año                | Lugar              | Medalla            | Prueba             |
| ------------------ | ------------------ | ------------------ | ------------------ |
| 1965               | París (Francia)    | Medalla de oro     | Espada por equipos |
| 1966               | Moscú (URSS)       | Medalla de oro     | Espada por equipos |
| 1967               | Montreal (Canadá)  | Medalla de plata   | Espada por equipos |